# Marc-Edmond Dominé
Pour les articles homonymes, voir Dominé.
Le colonel Marc-Edmond Dominé est un militaire français, né le 22 juillet 1848 à Vitry-le-François et mort le 28 juin 1921 à Vertus.

## Biographie
Fils d'un coiffeur, Marc-Edmond Dominé est admis à Saint-Cyr en 1866.  À sa sortie, il choisit l'arme de l'infanterie et devient sous-lieutenant de Zouaves en 1868. Il est fait chevalier de la légion d'honneur dès 1870, à la suite d'une blessure reçue en Algérie.
Il est connu par sa résistance lors du siège de Tuyên Quang, au Tonkin en 1885. Alors chef de bataillon, il est à la tête d'une garnison de 600 légionnaires qui l'emportent face à des milliers de Pavillons noirs venus les assiéger. En récompense, il est promu lieutenant-colonel. Dominé devient chef de corps du 152e RI en 1887, puis du 2e régiment de tirailleurs tonkinois en 1889. Nommé colonel le 8 juillet 1888, il est fait officier de la Légion d'honneur en 1891.
Il met un terme prématuré à sa carrière, jusque-là brillante et rapide, en refusant le poste de directeur du cabinet du ministre de la Guerre, et prend sa retraite militaire anticipée en février 1892. Il est créé commandeur de la Légion d'honneur en 1905.

## Représentations

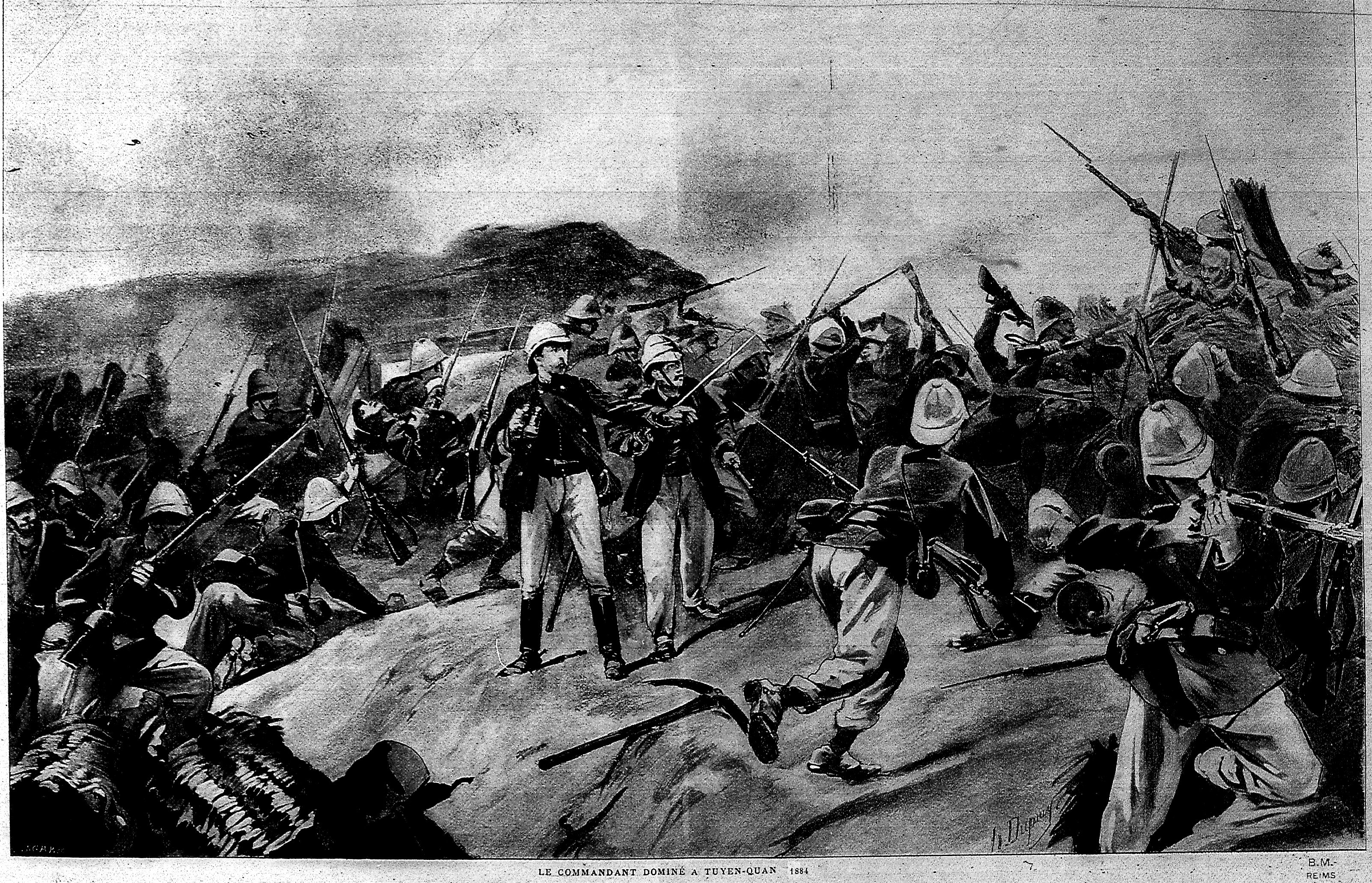
Au siège de Tuyeng Quang,
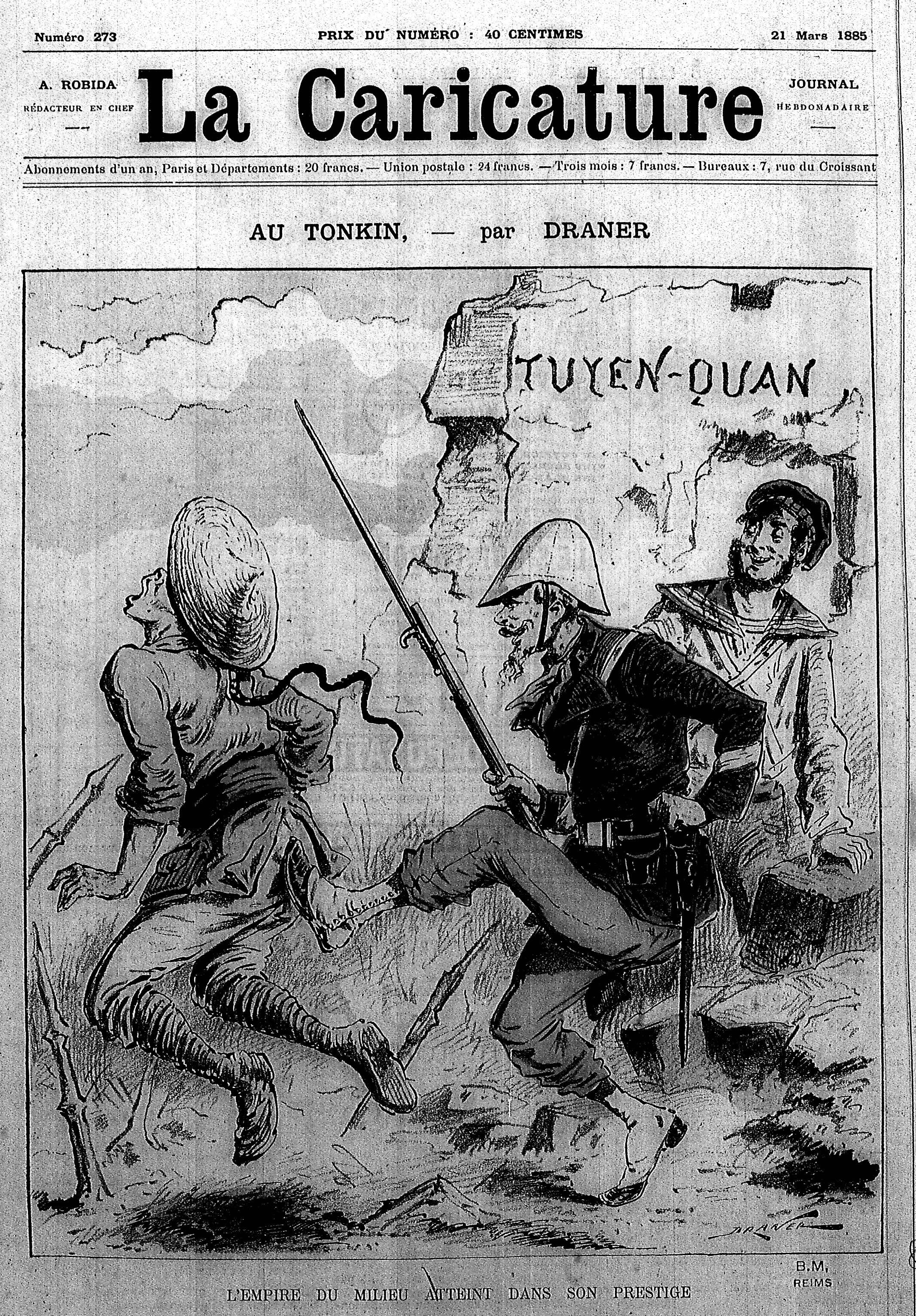
Caricaturé,
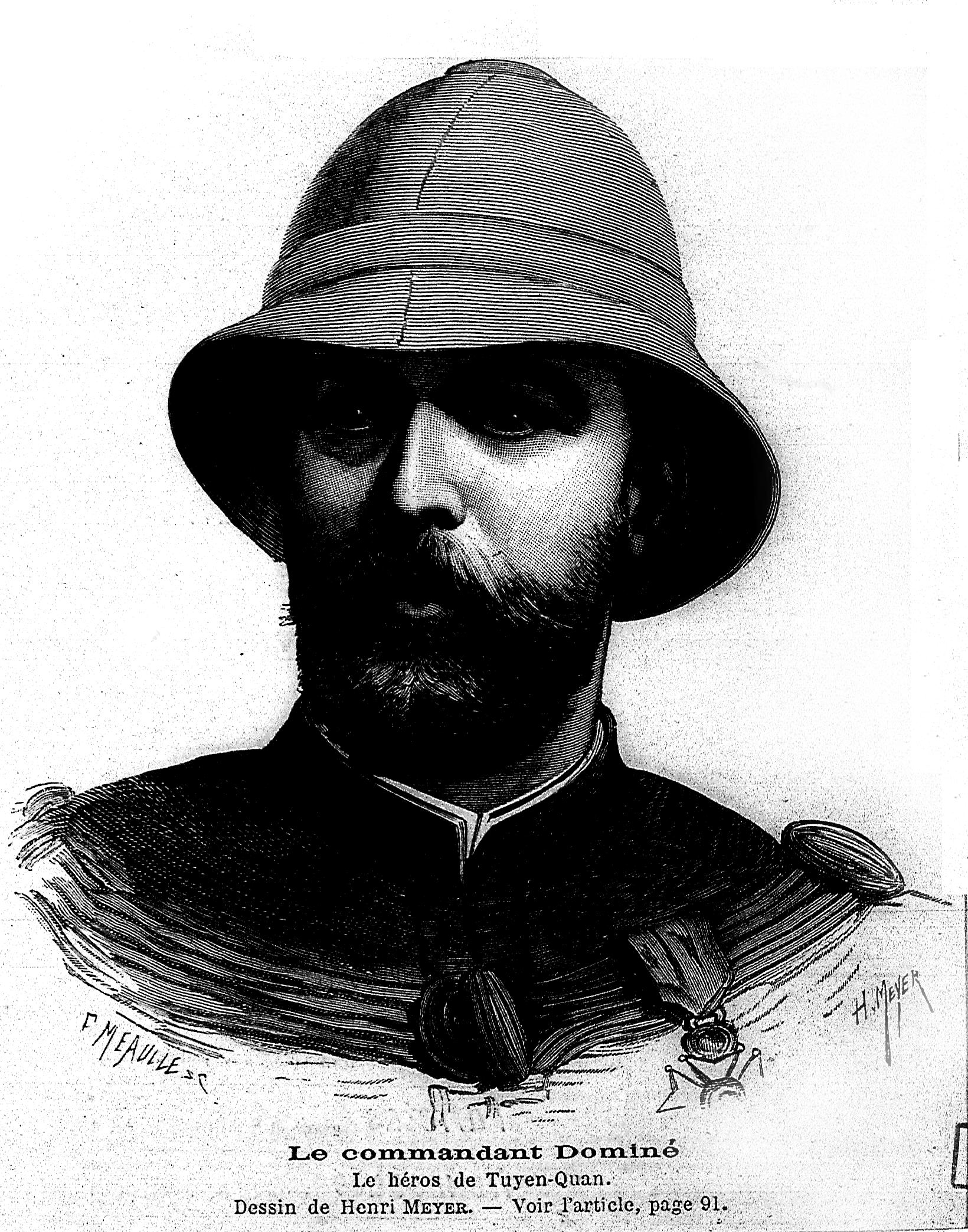
Dessin de H Meyer,
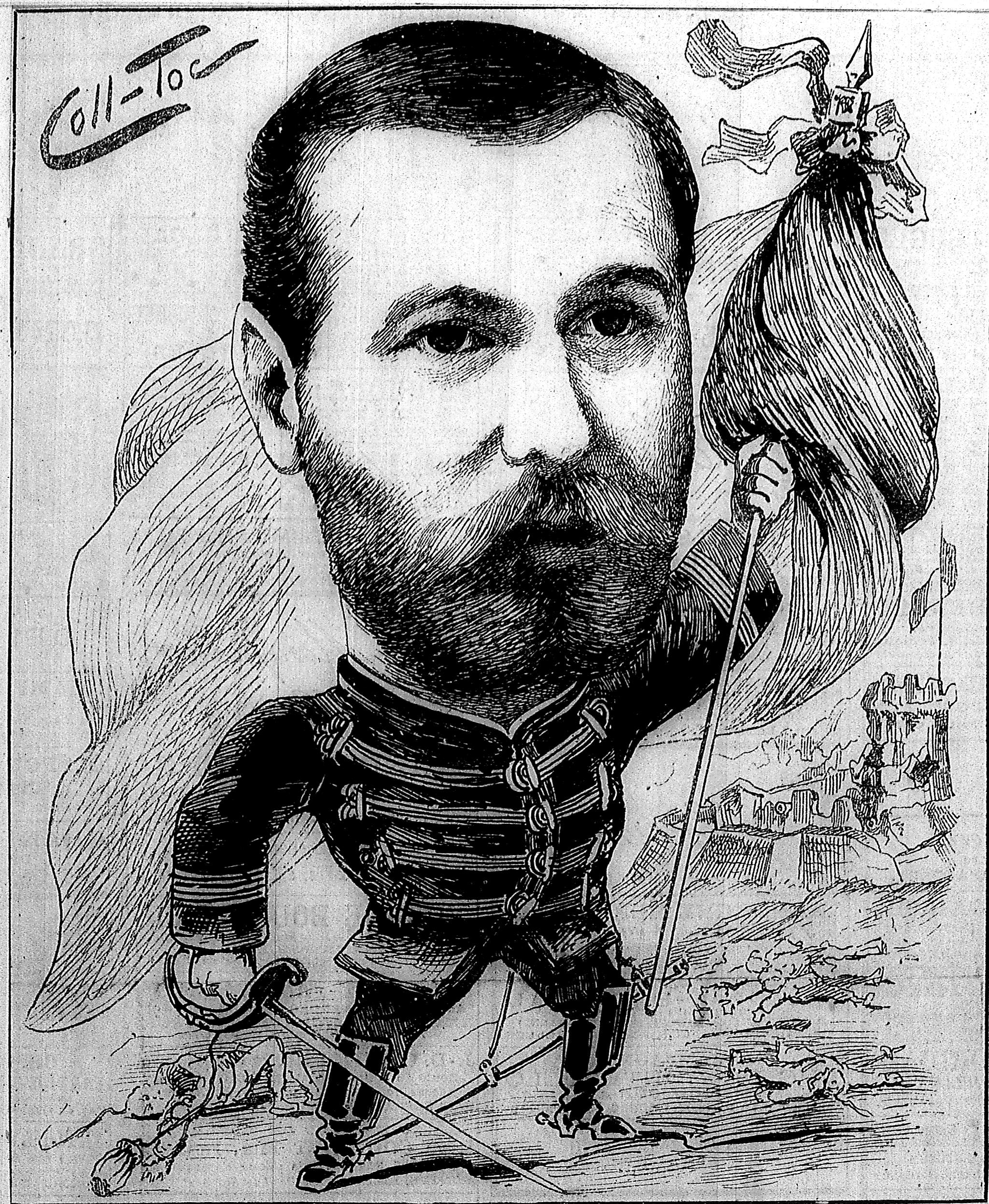
caricature,
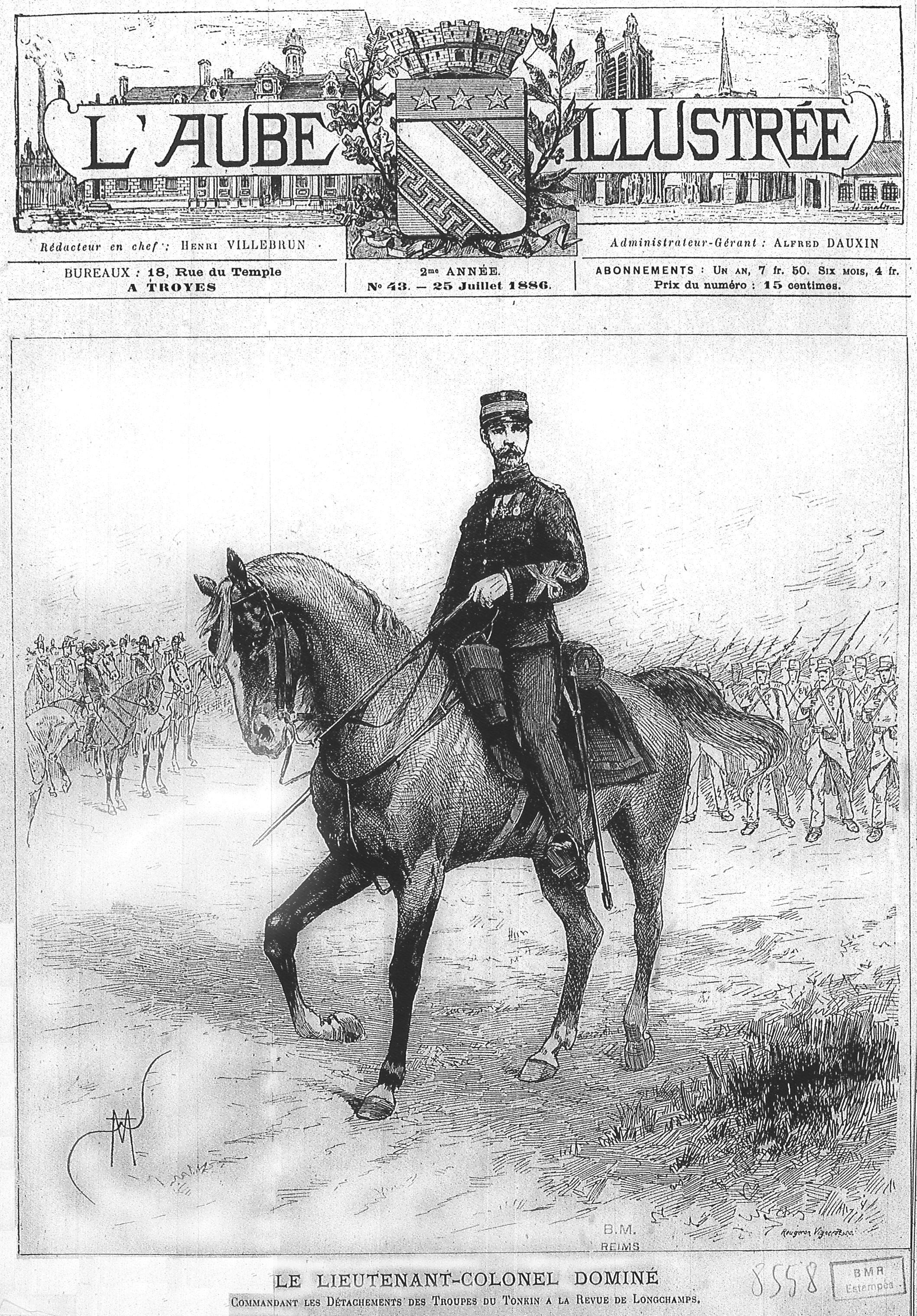
dans l'Aube illustrée,
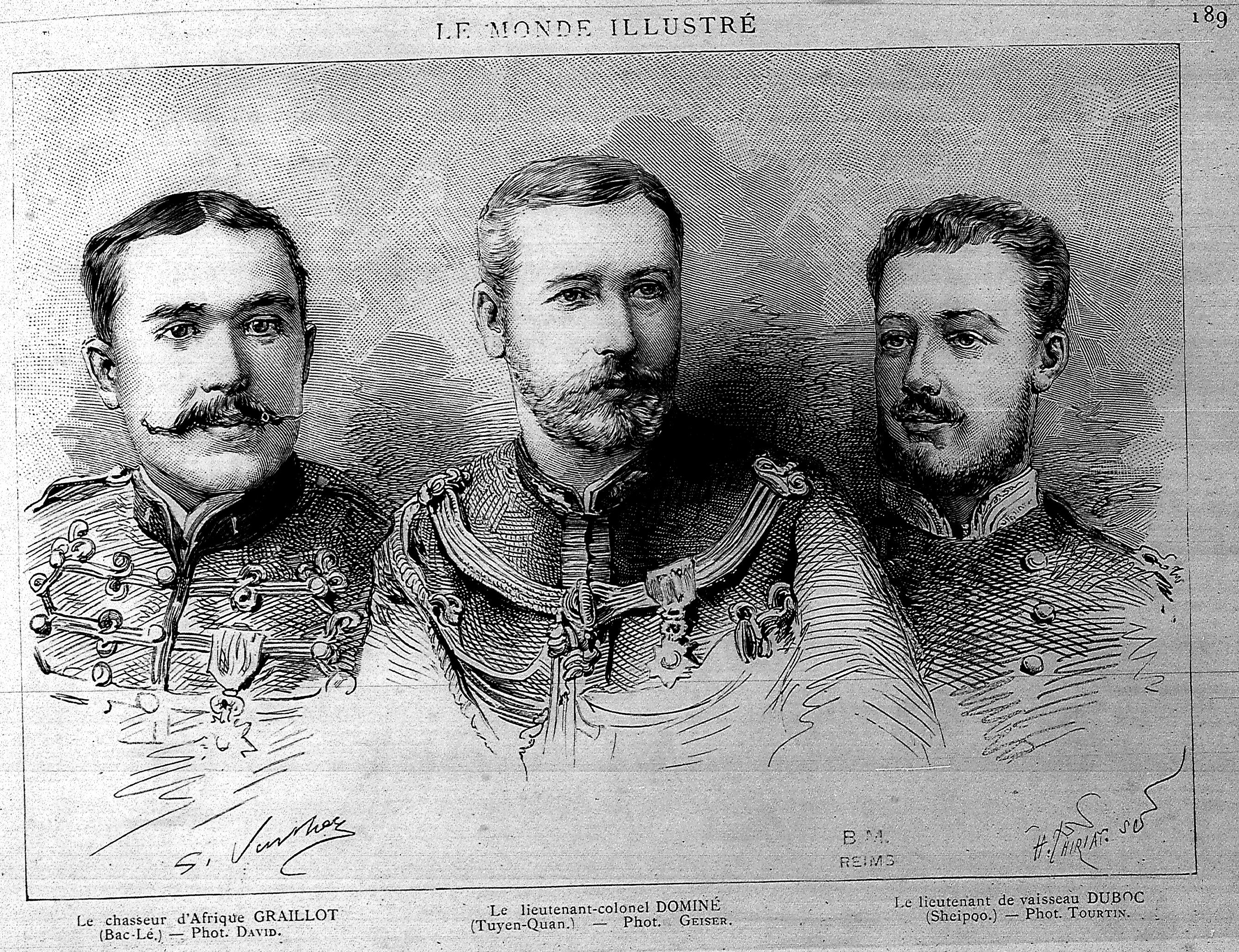
Dominé avec ses collègues Graillot et Duboc de la guerre Franco-chinoise.

## Hommages

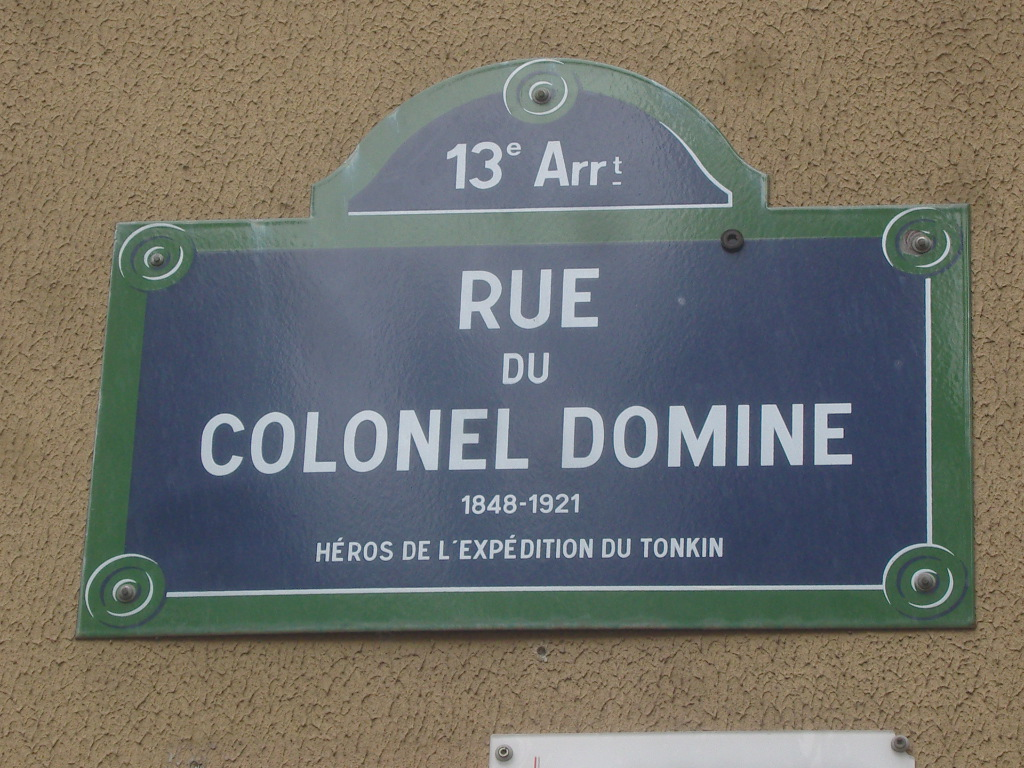
Plaque de la rue du Colonel-Dominé.

La rue du Colonel-Dominé dans le 13e arrondissement de Paris est baptisée à son nom en 1987.